# Régiment d'infanterie français
Les régiments d'infanterie sont les unités les plus anciennes de l'armée française.

## Historique
L'armée de terre française dispose lors de la mobilisation française de 1914 de 173 régiments d'infanterie d'active (numérotés de 1 à 173) de 2 000 hommes, de 59 d'infanterie coloniale et indigène (aux effectifs généralement moindres que les unités métropolitaines) tandis que 145 régiments d'infanterie territoriaux se forment.
En 2012, l'infanterie représente environ 20 % des effectifs des forces terrestres, dont 20 régiments sur les 81 de l’armée de terre. Ces régiments peuvent fournir 80 compagnies de combat, soit une force de 14 000 fantassins. À ces régiments, il faut ajouter une série de formations et d’unités de taille variable. Au total, l’infanterie représente environ 20 000 personnes dont 2 % de femmes.

### FrançoisIer
En 1515, François Ier modifie la composition des compagnies d'ordonnances en la portant à huit chevaux, :
- 1 lancier ;
- 5 archers ;
- 1 page ;
- 1 valet d'armes.

La solde de ces troupes étant devenue insuffisante, le roi réduisit, en 1530, les compagnies à 80 lances et augmenta la solde des hommes d'armes d'un cinquième, en leur répartissant la paye des lances réformées.
 Une ordonnance de 1534 créée 7 légions de volontaires qui devaient présenter un effectif total de 42 000 hommes dont 30 000 hallebardiers et 12 000 arquebusiers. Toutefois sa mise en place qui était compliquée, pour l'époque, fut abandonnée. En 1558, Henri II, recréa par une nouvelle ordonnance cette légion qui ne put voir le jour, à cause des guerres de Religion plusieurs compagnies se déclarant en faveur du Prince de Condé. Ces compagnies prirent alors le nom de régiments, nom emprunté aux Allemands et aux Suisses.

L'armement de ces soldats d'infanterie éprouvait des révolutions : l'arc, l'arbalète, l'arquebuse, la hallebarde, le mousquet à rouet et à mèche seront successivement abandonnés.

### Henri IV

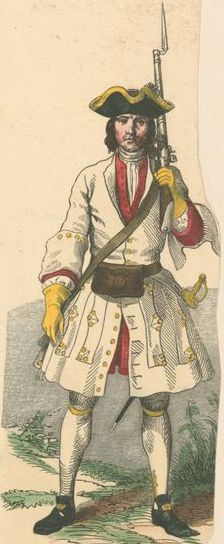
Soldat du régiment de Picardie en 1710.

Lorsque Henri IV monte sur le trône, on trouve 4 régiments d'infanterie connu sous le nom de Vieux Corps et célèbres par leurs divers exploits. Ce sont les 
- Régiment de Picardie
- Régiment de Champagne
- Régiment de Navarre
- Régiment de Piémont

Lors de la guerre de Savoie, plutôt que de compléter les Vieux Corps avec des régiments nouveaux, il les complète avec des milices. Toutefois il va entreprendre une lutte à mort contre la maison d'Autriche et à sa mort, en 1610, l'infanterie française est composée de 13 régiments, tous composés de « vieux » soldats :
1. Les Gardes-Françaises
2. Régiment de Picardie
3. Régiment de Champagne
4. Régiment de Navarre
5. Régiment de Piémont
6. Régiment de Nérestang
7. Régiment de Balagny
8. Régiment du Bourg de l'Espinasse
9. Régiment de Sault
10. Régiment de Vaubécourt
11. Régiment de Beaumont
12. Régiment de Portes
13. Régiment d'Ornano-Corse

Les 11 premiers ont vécu sous le même nom jusqu'à la Révolution. Ces 13 régiments totalisaient un effectif de 50 000 hommes soit 3 846 hommes par régiment

### Louis XIII
Pour établir une ligne de démarcation tranchée entre les anciens et les nouveaux corps ainsi que pour encourager les jeunes régiments, le colonel général de l'infanterie ne voulut avoir des compagnies colonelles que dans les régiments anciens. Ainsi la possession d'un drapeau blanc devint le privilège et la marque des corps permanents, mais on laissait aux formations temporelles la possibilité d'obtenir le drapeau blanc si elles s'en montraient dignes. C'est ainsi que le drapeau blanc est devenu, pendant la première moitié du XVIIe siècle, le synonyme de régiment entretenu.

En 1616, le nombre de drapeaux blancs était de 12 et il ne varia pas jusqu'en 1635. Ces corps étaient :
1. Les Gardes-Françaises
2. Régiment de Picardie
3. Régiment de Champagne
4. Régiment de Navarre
5. Régiment de Piémont
6. Régiment de Normandie
7. Régiment de Chappes
8. Régiment de Rambures
9. Régiment du Bourg de l'Espinasse
10. Régiment de Sault
11. Régiment de Vaubécourt
12. Régiment de Beaumont

Les six premiers étaient appelés Vieux Corps et les six autres Petits Vieux.
Les guerres de religion et de la Valteline, donnèrent lieu à la création d'un grand nombre de régiments français et suisses. Il en fut beaucoup levé de 1626 à 1628 lors du blocus et du siège de La Rochelle.

### Louis XVI
Une ordonnance du 25 mars 1776 réduit tous les régiments d’infanterie à 2 bataillons, à l'exception du régiment du Roi qui restera à 4 bataillons, « afin d'établir une uniformité de constitution dans son infanterie, tant française qu'étrangère ».
Les régiments de 
1. Picardie,
2. Champagne,
3. Navarre,
4. Piémont,
5. Normandie,
6. La Marine,
7. Béarn,
8. Bourbonnais,
9. Auvergne,
10. Flandre et
11. Guyenne

sont dédoublés pour former 22 régiments de 2 bataillons chacun.
Les 1er et 3e bataillons de chacun de ces 11 régiments conserveront leurs anciennes dénominations.
Les 2e et 4e bataillons forment les nouveaux corps sous les noms de 
1. Provence,
2. Ponthieu,
3. Armagnac,
4. Blaisois,
5. Neustrie,
6. Auxerrois,
7. Agénois,
8. Forez,
9. Gâtinais,
10. Cambrésis,
11. Viennois.

Ces nouveaux régiments prennent rang immédiatement après ceux dont ils ont été tirés et dans l'ordre dont ils sont nommés ci-dessus.
Une nouvelle ordonnance en date du 17 juillet 1777, indique « Concernant le régiment des Gardes françaises ne sera plus composé que de 24 compagnies de fusiliers et de 6 compagnies de grenadiers. Les compagnies excédantes seront supprimées »

### Révolution française

#### Abolition des noms
L'ordonnance Duportail du 1er janvier 1791 indiquait l'abandon des dénominations régiments d'Ancien Régime et l'attribution d'un simple numéro qui devait correspondre au rang qu'ils occupaient ultérieurement.

#### Première formation de demi-brigades
La loi du 21 février 1793 sur l'organisation des armées indiquait que 196 demi-brigades seraient formées. Chacune d'elles serait formée d'un bataillon des ci-devant régiments de ligne d'Ancien Régime, et de deux bataillons de volontaires. Finalement 198 bataillons de ligne, d'Ancien Régime, unis à 396 bataillons de volontaires, formèrent 198 demi-brigades d'infanterie de ligne nombre qui fut portée ensuite à 211 demi-brigades ainsi que 32 demi-brigades d'infanterie légère.

La numérotation des unités restait toutefois identique à celle de l'ordonnance Duportail

#### Deuxième formation de demi-brigades
Un arrêté du Directoire exécutif du 8 janvier 1796 réduisit à 100 les demi-brigades d'infanterie de ligne et à 30 celles d’infanterie légère. Un second arrêté du 18 janvier porte à 110 le nombre des premières. Conformément à ces deux dispositions, les nouvelles demi-brigades tirèrent au sort le numéro qu'elles devaient prendre entre elles.

### Filiation des régiments
En 1839, il est décidé de créer une filiation fictive. Toutes les unités (demi-brigade d'infanterie et régiment d'infanterie) ayant porté le même numéro sont unis dans leurs traditions, sans tenir compte des réorganisations qui font que les unités n'ont parfois aucun rapport entre elles. De plus, le régiment d'ancien régime ancêtre de l'actuel régiment sera celui qui a pris le numéro correspondant en 1791.

## Liste

### Goumierset tabors

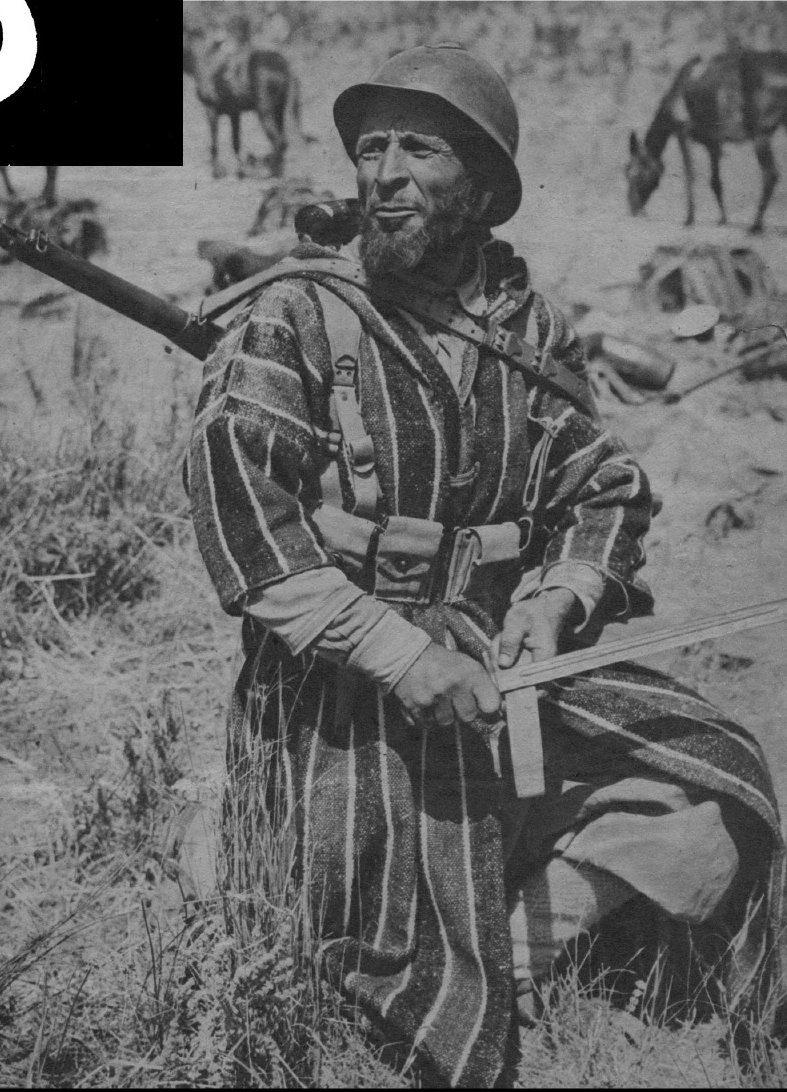
Goumier marocain en 1944.

Les goums sont de petites unités de 200 hommes environ, regroupés par trois ou quatre dans des tabors (avec donc des effectifs proches d'un bataillon). Pendant la Seconde Guerre mondiale, quatre groupements de tabors sont constitués.
- 1er groupement de tabors marocains
- 2e groupement de tabors marocains
- 3e groupement de tabors marocains
- 4e groupement de tabors marocains

### Infanterie de ligne

#### 1er-20eRI
- 1er régiment d’infanterie de ligne ancien régiment Colonel-Général
- 2e régiment d’infanterie de ligne ancien régiment de Picardie
- 3e régiment d’infanterie de ligne ancien régiment de Piémont
- 4e régiment d’infanterie de ligne ancien régiment de Provence
- 5e régiment d’infanterie de ligne ancien régiment de Navarre
- 6e régiment d’infanterie de ligne ancien régiment d'Armagnac
- 7e régiment d’infanterie de ligne ancien régiment de Champagne
- 8e régiment d’infanterie de ligne ancien régiment d'Austrasie
- 9e régiment d’infanterie de ligne ancien régiment de Normandie
- 10e régiment d'infanterie de ligne ancien régiment de Neustrie
- 11e régiment d’infanterie de ligne ancien régiment de la Marine
- 12e régiment d’infanterie de ligne ancien régiment d'Auxerrois
- 13e régiment d’infanterie de ligne ancien régiment de Bourbonnais
- 14e régiment d’infanterie de ligne ancien régiment de Forez
- 15e régiment d’infanterie de ligne ancien régiment de Béarn
- 16e régiment d’infanterie de ligne ancien régiment d'Agénois
- 17e régiment d’infanterie de ligne ancien régiment d'Auvergne
- 18e régiment d’infanterie de ligne ancien régiment Royal-Auvergne
- 19e régiment d’infanterie de ligne ancien régiment de Flandre
- 20e régiment d’infanterie de ligne ancien régiment de Cambrésis

#### 21e-40eRI
- 21e régiment d'infanterie de ligne ancien régiment de Guyenne
- 22e régiment d'infanterie de ligne ancien régiment de Viennois
- 23e régiment d'infanterie de ligne ancien régiment Royal
- 24e régiment d'infanterie de ligne ancien régiment de Brie
- 25e régiment d'infanterie de ligne ancien régiment du Poitou
- 26e régiment d'infanterie de ligne ancien régiment de Bresse
- 27e régiment d'infanterie de ligne ancien régiment de Lyonnais
- 28e régiment d'infanterie de ligne ancien régiment de Maine
- 29e régiment d'infanterie de ligne ancien régiment du Dauphin
- 30e régiment d'infanterie de ligne ancien régiment de Perche
- 31e régiment d'infanterie de ligne ancien régiment d'Aunis
- 32e régiment d'infanterie de ligne ancien régiment de Bassigny
- 33e régiment d'infanterie de ligne ancien régiment de Touraine
- 34e régiment d'infanterie de ligne ancien régiment d'Angoulème
- 35e régiment d'infanterie de ligne ancien régiment d'Aquitaine
- 36e régiment d'infanterie de ligne ancien régiment d'Anjou
- 37e régiment d'infanterie de ligne ancien régiment de Turenne
- 38e régiment d'infanterie de ligne ancien régiment de Dauphiné
- 39e régiment d'infanterie de ligne ancien régiment d'Isle-de-France[7]
- 40e régiment d'infanterie de ligne ancien régiment de Soissonnais

#### 41e-60eRI

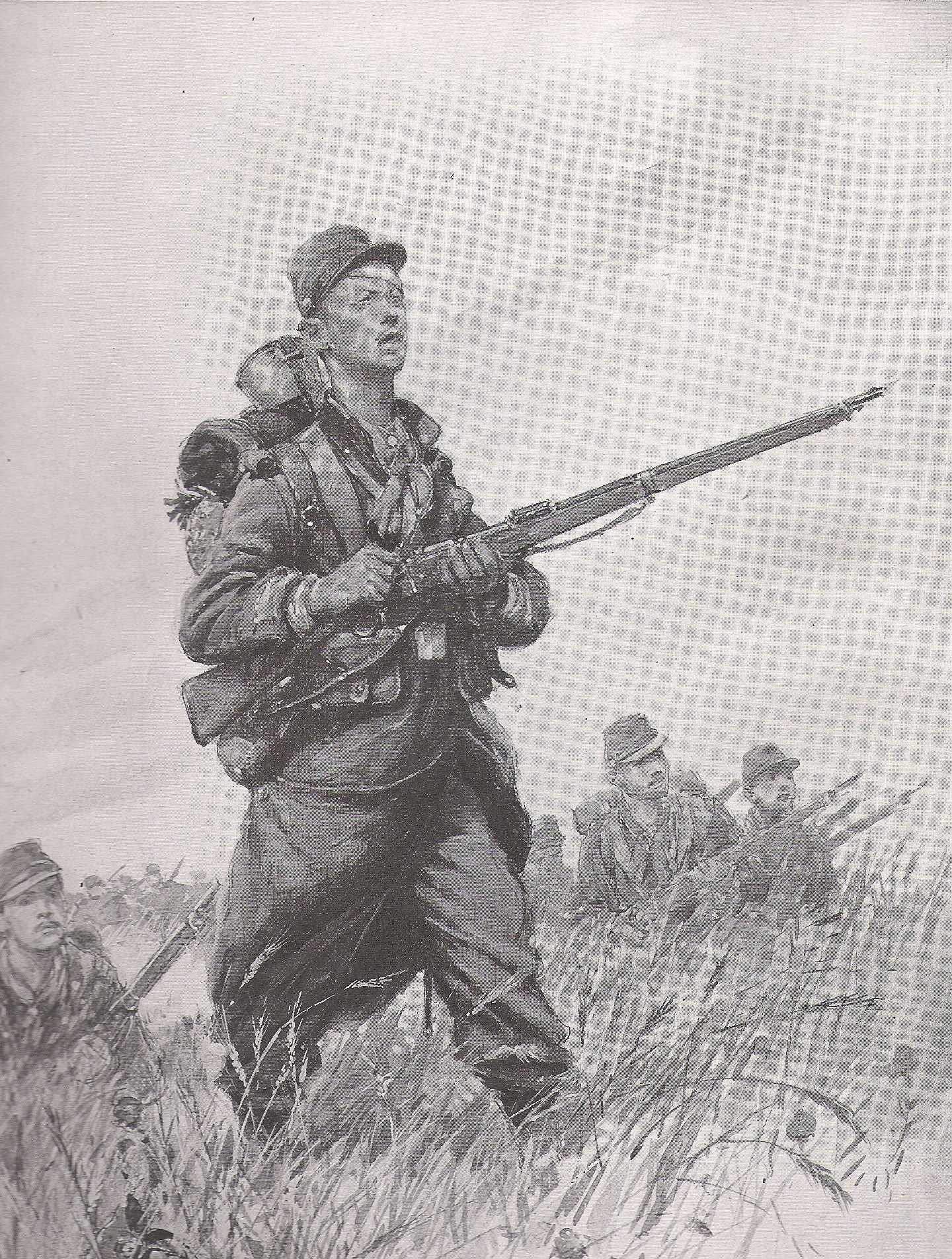
Fantassins du d'infanterie français durant la bataille de Guise en 1914.

- 41e régiment d’infanterie de ligne ancien régiment de la Reine
- 42e régiment d’infanterie de ligne ancien régiment de Limousin
- 43e régiment d’infanterie de ligne ancien régiment Royal Vaisseaux
- 44e régiment d’infanterie de ligne ancien régiment d'Orléans
- 45e régiment d’infanterie de ligne ancien régiment de la Couronne
- 46e régiment d’infanterie de ligne ancien régiment de Bretagne
- 47e régiment d’infanterie de ligne ancien régiment de Lorraine
- 48e régiment d’infanterie de ligne ancien régiment d'Artois
- 49e régiment d’infanterie de ligne ancien régiment de Vintimille
- 50e régiment d’infanterie de ligne ancien régiment de Hainaut
- 51e régiment d’infanterie de ligne ancien régiment de la Sarre
- 52e régiment d’infanterie de ligne ancien régiment de La Fère
- 53e régiment d’infanterie de ligne ancien régiment d'Alsace
- 54e régiment d’infanterie de ligne ancien régiment Royal Roussillon
- 55e régiment d’infanterie de ligne ancien régiment de Condé
- 56e régiment d’infanterie de ligne ancien régiment de Bourbon
- 57e régiment d’infanterie de ligne ancien régiment de Beauvoisis
- 58e régiment d’infanterie de ligne ancien régiment de Rouergue
- 59e régiment d’infanterie de ligne ancien régiment de Bourgogne
- 60e régiment d'infanterie de ligne ancien régiment Royal La Marine

#### 61e-80eRI
- 61e régiment d’infanterie de ligne ancien régiment de Vermandois
- 62e régiment d’infanterie de ligne ancien Salm-Salm (régiment allemand)
- 63e régiment d’infanterie de ligne ancien régiment d'Ernst (régiment suisse)
- 64e régiment d’infanterie de ligne ancien régiment de Salis-Samade (régiment suisse)
- 65e régiment d’infanterie de ligne ancien régiment de Sonnenberg (régiment suisse)
- 66e régiment d’infanterie de ligne ancien régiment de Castellas (régiment suisse)
- 67e régiment d’infanterie de ligne ancien régiment de Languedoc
- 68e régiment d’infanterie de ligne ancien régiment de Beauce
- 69e régiment d’infanterie de ligne ancien régiment de Vigier (régiment suisse)
- 70e régiment d’infanterie de ligne ancien régiment de Médoc
- 71e régiment d’infanterie de ligne ancien régiment de Vivarais
- 72e régiment d’infanterie de ligne ancien régiment de Vexin
- 73e régiment d’infanterie de ligne ancien régiment Royal-Comtois
- 74e régiment d’infanterie de ligne ancien régiment de Beaujolais
- 75e régiment d’infanterie de ligne ancien régiment de Monsieur
- 76e régiment d’infanterie de ligne ancien régiment de Chateauvieux (régiment suisse) et 1er régiment d'infanterie légère
- 77e régiment d’infanterie de ligne ancien régiment de La Marck (régiment allemand) et 2e régiment d'infanterie légère.
- 78e régiment d’infanterie de ligne ancien régiment de Penthièvre et 3e régiment d'infanterie légère.
- 79e régiment d’infanterie de ligne ancien régiment de Boulonnais et 4e régiment d'infanterie légère.
- 80e régiment d’infanterie de ligne ancien régiment d'Angoumois et 5e régiment d'infanterie légère.

#### 81e-100eRI
- 81e régiment d'infanterie de ligne ancien régiment de Conti et 6e régiment d'infanterie légère.
- 82e régiment d'infanterie de ligne ancien régiment de Saintonge et 7e régiment d’infanterie légère.
- 83e régiment d'infanterie de ligne ancien régiment de Foix et 8e régiment d'infanterie légère.
- 84e régiment d'infanterie de ligne ancien régiment de Rohan et 9e régiment d'infanterie légère.
- 85e régiment d'infanterie de ligne ancien régiment de Diesbach (régiment suisse) et 10e régiment d'infanterie légère.
- 86e régiment d'infanterie de ligne ancien régiment de Courten (régiment suisse) et 11e régiment d'infanterie légère.
- 87e régiment d'infanterie de ligne ancien régiment de Dillon (régiment irlandais) et 12e régiment d'infanterie légère.
- 88e régiment d'infanterie de ligne ancien régiment de Berwick (régiment irlandais) et 13e régiment d'infanterie légère.
- 89e régiment d'infanterie de ligne ancien régiment Royal Suédois (régiment allemand) et 14e régiment d'infanterie légère.
- 90e régiment d'infanterie de ligne ancien régiment de Chartres et 15e régiment d'infanterie légère.
- 91e régiment d'infanterie de ligne ancien régiment de Barrois et 16e régiment d’infanterie légère.
- 92e régiment d'infanterie de ligne ancien régiment de Walsh (régiment irlandais) et 17e régiment d’infanterie légère.
- 93e régiment d'infanterie de ligne ancien régiment d'Enghien et 18e régiment d'infanterie légère.
- 94e régiment d'infanterie de ligne ancien régiment Royal-Hesse-Darmstadt (régiment allemand) et du 19e régiment d'infanterie légère.
- 95e régiment d'infanterie de ligne ancien régiment de Salis (régiment suisse) et 20e régiment d'infanterie légère.
- 96e régiment d'infanterie de ligne ancien régiment de Nassau (régiment allemand) et 21e régiment d’infanterie légère.
- 97e régiment d'infanterie de ligne ancien régiment de Steiner (régiment suisse) et 22e régiment d'infanterie légère.
- 98e régiment d'infanterie de ligne ancien régiment de Bouillon (régiment allemand) et 23e régiment d'infanterie légère.
- 99e régiment d'infanterie de ligne ancien régiment Royal Deux-Ponts (régiment allemand) et 24e régiment d’infanterie légère.
- 100e régiment d'infanterie de ligne ancien régiment de Reinach (régiment suisse) et 25e régiment d’infanterie légère.

#### 101e-120eRI
- 101e régiment d'infanterie de ligne, ancien régiment Royal-Liégeois
- 102e régiment d'infanterie de ligne régiment issu de la 102e demi-brigade de première formation.
- 103e régiment d'infanterie de ligne régiment issu de la 103e demi-brigade de première formation.
- 104e régiment d'infanterie de ligne régiment issu de la 104e demi-brigade de première formation.
- 105e régiment d'infanterie de ligne, ancien régiment du Roi
- 106e régiment d'infanterie de ligne, ancien régiment du Cap
- 107e régiment d’infanterie de ligne, ancien régiment de Pondichéry,
- 108e régiment d'infanterie de ligne, ancien régiment de l'Île de France[8],
- 109e régiment d'infanterie de ligne, anciens régiment de la Guadeloupe, et régiment de la Martinique
- 110e régiment d'infanterie de ligne, ancien régiment du Port-au-Prince,
- 111e régiment d'infanterie de ligne, ancien régiment de l'Île-de-Bourbon.
- 112e régiment d'infanterie de ligne, issu de la 112e demi-brigade de première formation.
- 113e régiment d'infanterie de ligne, issu de la 113e demi-brigade de première formation.
- 114e régiment d'infanterie de ligne, issu de la 114e demi-brigade de première formation.
- 115e régiment d'infanterie de ligne, issu à partir de deux régiments provisoires de l'armée d'Espagne.
- 116e régiment d'infanterie de ligne, issu de la 116e demi-brigade de première formation.
- 117e régiment d'infanterie de ligne, issu de la 117e demi-brigade de première formation.
- 118e régiment d'infanterie de ligne, issu de la 118e demi-brigade de première formation.
- 119e régiment d'infanterie de ligne, issu à partir de deux régiments provisoires de l'armée d'Espagne.
- 120e régiment d'infanterie de ligne, issu à partir de deux régiments provisoires de l'armée d'Espagne.

#### 121e-140eRI
- 121e régiment d'infanterie de ligne, issu de la 121e demi-brigade de première formation.
- 122e régiment d'infanterie de ligne, issu de la 122e demi-brigade de première formation.
- 123e régiment d'infanterie de ligne, issu de la 123e demi-brigade de première formation.
- 124e régiment d'infanterie de ligne, à partir de régiments d'infanterie de ligne hollandais.
- 125e régiment d'infanterie de ligne, à partir de régiments d'infanterie de ligne hollandais.
- 126e régiment d'infanterie de ligne, à partir de régiments d'infanterie de ligne hollandais.
- 127e régiment d'infanterie de ligne, issu de la 127e demi-brigade de première formation.
- 128e régiment d'infanterie de ligne, issu de la 128e demi-brigade de première formation.
- 129e régiment d'infanterie de ligne, issu de la 129e demi-brigade de première formation.
- 130e régiment d'infanterie de ligne, issu de la 130e demi-brigade de première formation.
- 131e régiment d'infanterie de ligne, issu de la 131e demi-brigade de première formation.
- 132e régiment d'infanterie de ligne, issu de la 132e demi-brigade de première formation.
- 133e régiment d'infanterie de ligne, issu d'éléments disparates italiens.
- 134e régiment d'infanterie de ligne, issu de la 134e demi-brigade de première formation.
- 135e régiment d'infanterie de ligne, issu de cohortes du premier ban de la garde nationale
- 136e régiment d'infanterie de ligne, issu de cohortes du premier ban de la garde nationale
- 137e régiment d'infanterie de ligne, issu de cohortes du premier ban de la garde nationale
- 138e régiment d'infanterie de ligne, issu de la 138e demi-brigade de première formation.
- 139e régiment d'infanterie de ligne, issu de la 139e demi-brigade de première formation.
- 140e régiment d'infanterie de ligne, issu de la 140e demi-brigade de première formation.

#### 141e-160eRI
- 141e régiment d’infanterie de ligne, issu de la 141e demi-brigade de première formation.
- 142e régiment d’infanterie de ligne, issu de la 142e demi-brigade de première formation.
- 143e régiment d’infanterie de ligne, issu de la 143e demi-brigade de première formation.
- 144e régiment d’infanterie de ligne, issu de la 144e demi-brigade de première formation.
- 145e régiment d’infanterie de ligne, issu de la 145e demi-brigade de première formation.
- 146e régiment d’infanterie de ligne, issu de la 146e demi-brigade de première formation.
- 147e régiment d’infanterie de ligne, issu de la 147e demi-brigade de première formation.
- 148e régiment d’infanterie de ligne, issu de la 148e demi-brigade de première formation.
- 149e régiment d’infanterie de ligne, issu de la 149e demi-brigade de première formation.
- 150e régiment d’infanterie de ligne, issu de la 150e demi-brigade de première formation.
- 151e régiment d’infanterie de ligne, issu de cohortes du premier ban de la garde nationale
- 152e régiment d’infanterie de ligne, issu de la 152e demi-brigade de première formation.
- 153e régiment d’infanterie de ligne, issu de cohortes du premier ban de la garde nationale
- 154e régiment d’infanterie de ligne, issu de la 154e demi-brigade de première formation.
- 155e régiment d’infanterie de ligne, issu de cohortes du premier ban de la garde nationale
- 156e régiment d’infanterie de ligne, issu de cohortes du premier ban de la garde nationale
- 157e régiment d’infanterie de ligne, issu de la 157e demi-brigade de première formation.
- 158e régiment d’infanterie de ligne, issu d'une brigade régionale.
- 159e régiment d’infanterie de ligne, issu de la 159e demi-brigade de première formation.
- 160e régiment d’infanterie de ligne, issu d'une brigade régionale.

#### 161e-180eRI
- 161e régiment d’infanterie, issu de la 161e demi-brigade de première formation.
- 162e régiment d’infanterie, issu de la 162e demi-brigade de première formation.
- 163e régiment d’infanterie, issu de la 163e demi-brigade de première formation.
- 164e régiment d’infanterie, issu de la 164e demi-brigade de première formation.
- 165e régiment d’infanterie, issu de la 165e demi-brigade de première formation.
- 166e régiment d’infanterie, issu de la 166e demi-brigade de première formation.
- 167e régiment d’infanterie
- 168e régiment d’infanterie
- 169e régiment d’infanterie, issu de la 169e demi-brigade de première formation.
- 170e régiment d’infanterie, issu de la 170e demi-brigade de première formation.
- 171e régiment d’infanterie, issu de la 171e demi-brigade de première formation.
- 172e régiment d’infanterie, issu de la 172e demi-brigade de première formation.
- 173e régiment d’infanterie, issu de la 173e demi-brigade de première formation.
- 174e régiment d’infanterie, issu de la 134e demi-brigade de première formation.
- 175e régiment d’infanterie, issu de la 134e demi-brigade de première formation.
- 176e régiment d’infanterie, issu de la 134e demi-brigade de première formation.
- 177e demi-brigade d'infanterie de ligne
- 178e demi-brigade d'infanterie de ligne
- 179e demi-brigade d'infanterie de ligne
- 180e demi-brigade d'infanterie de ligne

#### 181e-211edemi-brigades
- 181e demi-brigade d'infanterie de ligne
- 182e demi-brigade d'infanterie de ligne
- 183e demi-brigade d'infanterie de ligne
- 184e demi-brigade d'infanterie de ligne
- 185e demi-brigade d'infanterie de ligne
- 186e demi-brigade d'infanterie de ligne
- 187e demi-brigade d'infanterie de ligne non formée
- 188e demi-brigade d'infanterie de ligne non formée
- 189e demi-brigade d'infanterie de ligne non formée
- 190e demi-brigade d'infanterie de ligne non formée
- 191e demi-brigade d'infanterie de ligne non formée
- 192e demi-brigade d'infanterie de ligne
- 193e demi-brigade d'infanterie de ligne
- 194e demi-brigade d'infanterie de ligne
- 195e demi-brigade d'infanterie de ligne non formée
- 196e demi-brigade d'infanterie de ligne
- 197e demi-brigade d'infanterie de ligne
- 197e demi-brigade bis d'infanterie de ligne
- 198e demi-brigade d'infanterie de ligne
- 198e demi-brigade bis d'infanterie de ligne
- 199e demi-brigade d'infanterie de ligne
- 199e demi-brigade bis d'infanterie de ligne
- 200e régiment d'infanterie, issu de la 200e demi-brigade de première formation.
- 200e demi-brigade bis d'infanterie de ligne
- 201e demi-brigade d'infanterie de ligne
- 201e demi-brigade bis d'infanterie de ligne
- 202e demi-brigade d'infanterie de ligne
- 203e demi-brigade d'infanterie de ligne
- 204e demi-brigade d'infanterie de ligne
- 205e demi-brigade d'infanterie de ligne
- 206e demi-brigade d'infanterie de ligne
- 207e demi-brigade d'infanterie de ligne
- 208e demi-brigade d'infanterie de ligne
- 209e demi-brigade d'infanterie de ligne
- 209e demi-brigade bis d'infanterie de ligne
- 210e demi-brigade d'infanterie de ligne
- 211e demi-brigade d'infanterie de ligne

#### 201e-240eRI
Les régiments qui suivent sont les régiments de réservistes. 

Chaque régiment d'active avait reçu l'ordre de se dédoubler en temps de guerre en affectant les réservistes à un nouveau régiment dont le numéro est augmenté de 200.
- 201e régiment d’infanterie
- 202e régiment d’infanterie
- 203e régiment d’infanterie
- 204e régiment d’infanterie
- 205e régiment d’infanterie
- 206e régiment d’infanterie
- 207e régiment d’infanterie
- 208e régiment d’infanterie
- 209e régiment d’infanterie
- 210e régiment d’infanterie
- 211e régiment d’infanterie
- 212e régiment d’infanterie
- 213e régiment d’infanterie
- 214e régiment d’infanterie
- 215e régiment d’infanterie
- 216e régiment d’infanterie
- 217e régiment d’infanterie
- 218e régiment d’infanterie
- 219e régiment d’infanterie
- 220e régiment d’infanterie
- 221e régiment d’infanterie
- 222e régiment d’infanterie
- 223e régiment d’infanterie
- 224e régiment d’infanterie
- 225e régiment d’infanterie
- 226e régiment d’infanterie
- 227e régiment d’infanterie
- 228e régiment d’infanterie
- 229e régiment d’infanterie
- 230e régiment d’infanterie
- 231e régiment d’infanterie
- 232e régiment d’infanterie
- 233e régiment d’infanterie
- 234e régiment d’infanterie
- 235e régiment d’infanterie
- 236e régiment d’infanterie
- 237e régiment d’infanterie
- 238e régiment d’infanterie
- 239e régiment d’infanterie
- 240e régiment d’infanterie

#### 241e-280eRI
- 241e régiment d’infanterie
- 242e régiment d’infanterie
- 243e régiment d’infanterie
- 244e régiment d’infanterie
- 245e régiment d’infanterie
- 246e régiment d’infanterie
- 247e régiment d’infanterie
- 248e régiment d’infanterie
- 249e régiment d’infanterie
- 250e régiment d’infanterie
- 251e régiment d’infanterie
- 252e régiment d’infanterie
- 253e régiment d’infanterie
- 254e régiment d’infanterie
- 255e régiment d’infanterie
- 256e régiment d’infanterie
- 257e régiment d’infanterie
- 258e régiment d’infanterie
- 259e régiment d’infanterie
- 260e régiment d’infanterie
- 261e régiment d’infanterie
- 262e régiment d’infanterie
- 263e régiment d’infanterie
- 264e régiment d’infanterie
- 265e régiment d’infanterie
- 266e régiment d’infanterie
- 267e régiment d’infanterie
- 268e régiment d’infanterie
- 269e régiment d’infanterie
- 270e régiment d’infanterie
- 271e régiment d’infanterie
- 272e régiment d’infanterie
- 273e régiment d’infanterie
- 274e régiment d’infanterie
- 275e régiment d’infanterie
- 276e régiment d’infanterie
- 277e régiment d’infanterie
- 278e régiment d’infanterie
- 279e régiment d’infanterie
- 280e régiment d’infanterie

#### 281e-320eRI
- 281e régiment d’infanterie
- 282e régiment d’infanterie
- 283e régiment d’infanterie
- 284e régiment d’infanterie
- 285e régiment d’infanterie
- 286e régiment d’infanterie
- 287e régiment d’infanterie
- 288e régiment d’infanterie
- 289e régiment d’infanterie
- 290e régiment d’infanterie
- 291e régiment d’infanterie
- 292e régiment d’infanterie
- 293e régiment d’infanterie
- 294e régiment d’infanterie
- 295e régiment d’infanterie
- 296e régiment d’infanterie
- 297e régiment d’infanterie
- 298e régiment d’infanterie
- 299e régiment d’infanterie
- 300e régiment d’infanterie
- 301e régiment d’infanterie
- 302e régiment d’infanterie
- 303e régiment d’infanterie
- 304e régiment d’infanterie
- 305e régiment d’infanterie
- 306e régiment d’infanterie
- 307e régiment d’infanterie
- 308e régiment d’infanterie
- 309e régiment d’infanterie
- 310e régiment d’infanterie
- 311e régiment d’infanterie
- 312e régiment d’infanterie
- 313e régiment d’infanterie
- 314e régiment d’infanterie
- 315e régiment d’infanterie
- 316e régiment d’infanterie
- 317e régiment d’infanterie
- 318e régiment d’infanterie
- 319e régiment d’infanterie
- 320e régiment d’infanterie

#### 321e-360eRI
- 321e régiment d’infanterie
- 322e régiment d’infanterie
- 323e régiment d’infanterie
- 324e régiment d’infanterie
- 325e régiment d’infanterie
- 326e régiment d’infanterie
- 327e régiment d’infanterie
- 328e régiment d’infanterie
- 329e régiment d’infanterie
- 330e régiment d’infanterie
- 331e régiment d’infanterie
- 332e régiment d’infanterie
- 333e régiment d’infanterie
- 334e régiment d’infanterie
- 335e régiment d’infanterie
- 336e régiment d’infanterie
- 337e régiment d’infanterie
- 338e régiment d’infanterie
- 339e régiment d’infanterie
- 340e régiment d’infanterie
- 341e régiment d’infanterie
- 342e régiment d’infanterie
- 343e régiment d’infanterie
- 344e régiment d’infanterie
- 345e régiment d’infanterie
- 346e régiment d’infanterie
- 347e régiment d’infanterie
- 348e régiment d’infanterie
- 349e régiment d’infanterie
- 350e régiment d’infanterie
- 351e régiment d’infanterie
- 352e régiment d’infanterie
- 353e régiment d’infanterie
- 354e régiment d’infanterie
- 355e régiment d’infanterie
- 356e régiment d’infanterie
- 357e régiment d’infanterie
- 358e régiment d’infanterie
- 359e régiment d’infanterie
- 360e régiment d’infanterie

#### 361eRI et suivants
- 361e régiment d’infanterie
- 362e régiment d’infanterie
- 363e régiment d’infanterie
- 364e régiment d’infanterie
- 365e régiment d’infanterie
- 366e régiment d’infanterie
- 367e régiment d’infanterie
- 368e régiment d’infanterie
- 369e régiment d’infanterie
- 370e régiment d’infanterie
- 371e régiment d’infanterie
- 372e régiment d’infanterie
- 373e régiment d’infanterie
- 401e régiment d’infanterie
- 402e régiment d’infanterie
- 403e régiment d’infanterie
- 404e régiment d’infanterie
- 405e régiment d’infanterie
- 406e régiment d’infanterie
- 407e régiment d’infanterie
- 408e régiment d’infanterie
- 409e régiment d’infanterie
- 410e régiment d’infanterie
- 411e régiment d’infanterie
- 412e régiment d’infanterie
- 413e régiment d’infanterie
- 414e régiment d’infanterie
- 415e régiment d’infanterie
- 416e régiment d’infanterie
- 417e régiment d’infanterie
- 418e régiment d’infanterie
- 419e régiment d’infanterie
- 420e régiment d’infanterie
- 421e régiment d’infanterie
- 616e régiment d'infanterie
- 643e bataillon d'infanterie

### Infanterie légère
Par décret du 24 octobre 1854, les régiments d'infanterie légère étaient réunis aux régiments d'infanterie de ligne, pour prendre le numéro d'ordre à la suite de ceux-ci, le 1er régiment d'infanterie légère devenant le 76e régiment d'infanterie de ligne et ainsi de suite jusqu'au 27e régiment d'infanterie légère, qui devenait le 102e régiment d'infanterie de ligne. Le même décret reportait la dénomination d'infanterie légère aux bataillons de chasseurs à pied.
 En effet les exercices et les services des régiments d'infanterie de ligne et d'infanterie dite légère étaient depuis longtemps les mêmes. La différence n'était plus que dans quelques petits détails d'uniforme.
 Plus tard, par décret du 16 avril 1856, les 101e et 102e de ligne (anciens 26e et 27e légers), seraient licenciés, et le nombre des régiments de ligne serait fixé à 100.
| - 1er régiment d’infanterie légère - 2e régiment d’infanterie légère - 3e régiment d’infanterie légère - 4e régiment d’infanterie légère - 5e régiment d’infanterie légère - 6e régiment d’infanterie légère - 7e régiment d’infanterie légère - 8e régiment d’infanterie légère - 9e régiment d’infanterie légère - 10e régiment d’infanterie légère - 11e régiment d’infanterie légère - 12e régiment d’infanterie légère | - 13e régiment d’infanterie légère - 14e régiment d’infanterie légère - 15e régiment d’infanterie légère - 16e régiment d’infanterie légère - 17e régiment d’infanterie légère - 18e régiment d’infanterie légère - 19e régiment d’infanterie légère - 20e régiment d’infanterie légère - 21e régiment d’infanterie légère - 22e régiment d’infanterie légère - 23e régiment d’infanterie légère - 24e régiment d’infanterie légère | - 25e régiment d’infanterie légère - 26e régiment d’infanterie légère - 27e régiment d’infanterie légère - 28e régiment d’infanterie légère - 29e régiment d’infanterie légère - 30e régiment d’infanterie légère - 31e régiment d’infanterie légère - 32e régiment d’infanterie légère - 33e régiment d’infanterie légère - 34e régiment d’infanterie légère - 35e régiment d’infanterie légère - 36e régiment d’infanterie légère - 37e régiment d’infanterie légère |

### Infanterie territoriale
Pendant la Grande Guerre, le régiment d'infanterie territoriale, ou RIT, était une formation militaire composée des hommes âgés de 34 à 49 ans, considérés comme trop âgés et plus assez entraînés pour intégrer un régiment de première ligne d’active ou de réserve.
Les territoriaux (ou pépères), initialement chargés de différents services de gardes, ont joué un grand rôle pendant la Première Guerre mondiale.

### Régiments d'infanterie de la Garde impériale de Napoléon1er
Liste des unités de la Garde impériale (Premier Empire)

### Régiments régionaux 1939-1940

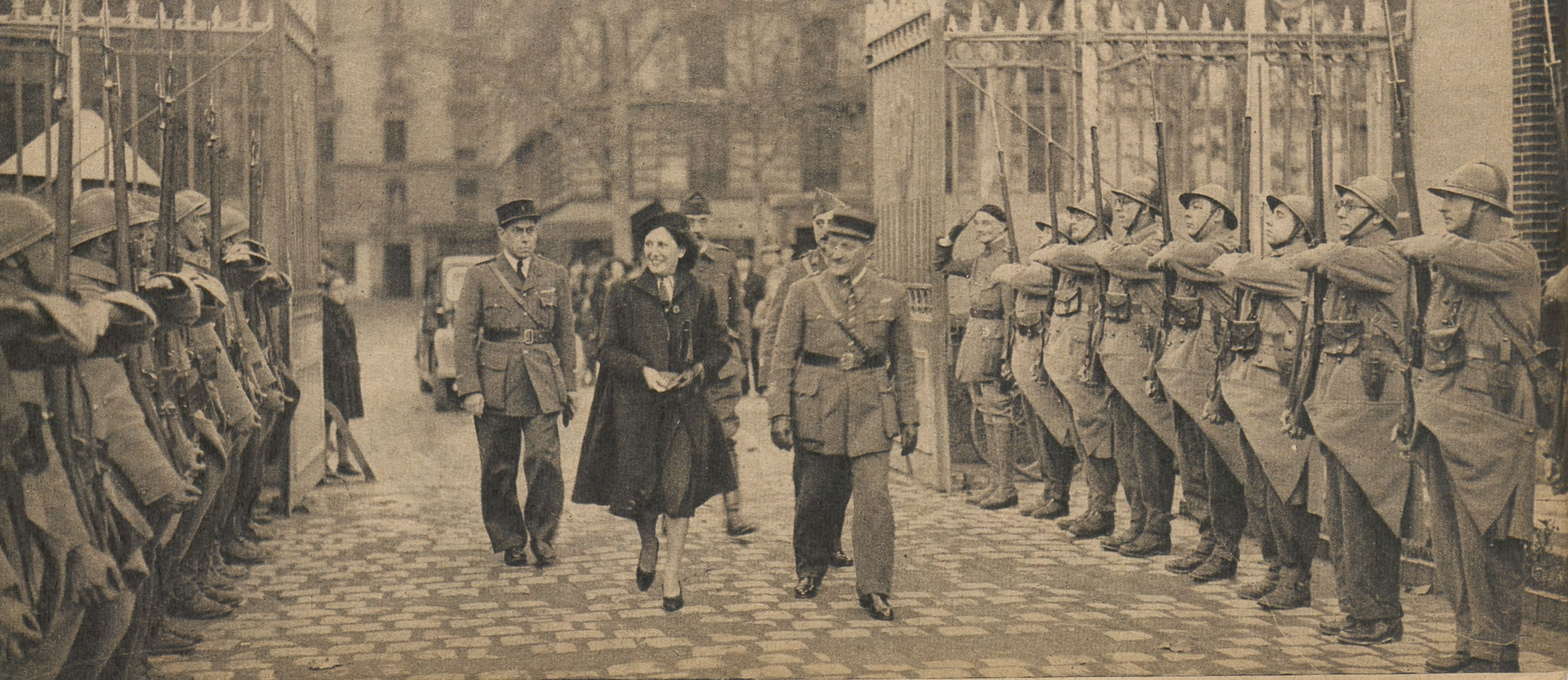
La compagnie cycliste du régiment régional de Paris salue l'aviatrice Maryse Bastié le 9 11 1939.

- 28e régiment régional
- 51e régiment régional
- 81e régiment régional
- Liste des régiments régionaux

### Pionniers

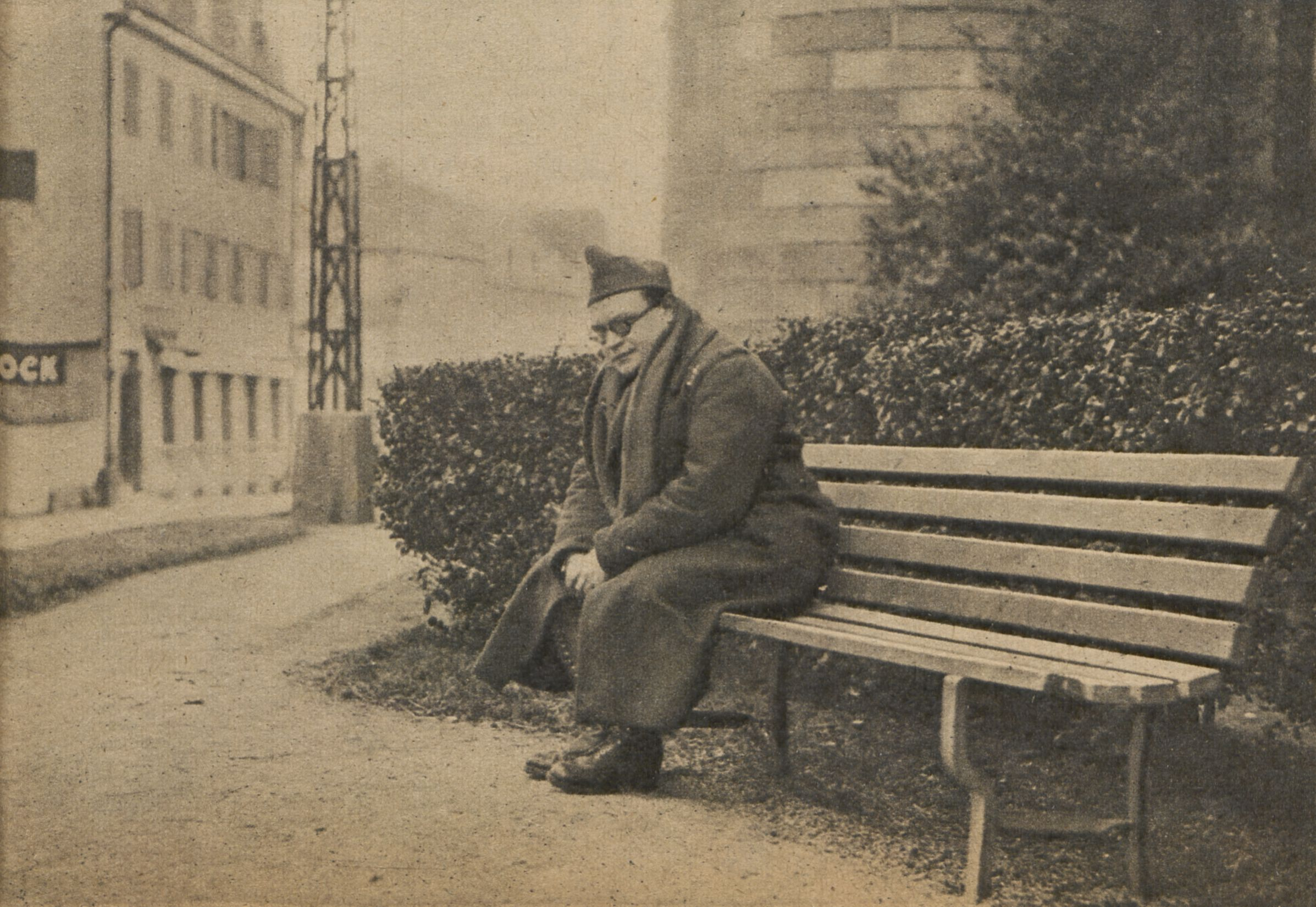
Le sergent Souplex du régiment de pionniers, début 1940.

À la mobilisation de l'été 1939, des régiments de pionniers ont été mis sur pied.
Composés de personnels des classes déjà anciennes et prévus pour effectuer des travaux d'organisation du terrain (construction d'obstacles défensifs, de dépôts de munitions et de carburant, coupes de bois, etc.), ils étaient assez mal armés et peu aptes à combattre. Mais les impératifs de la situation de mai-juin 1940 conduisirent le commandement à les utiliser comme infanterie d'appoint.
Il existait des régiments de pionniers d'armée et de réserve générale (série des numéros 400) et des régiments de pionniers de corps d'armée (série des numéro 600).
- 400e régiment de pionniers
- 401e régiment de pionniers
- 402e régiment de pionniers
- 403e régiment de pionniers
- 404e régiment de pionniers
- 405e régiment de pionniers
- 407e régiment de pionniers
- 408e régiment de pionniers
- 411e régiment de pionniers
- 412e régiment de pionniers
- 413e régiment de pionniers
- 414e régiment de pionniers
- 415e régiment de pionniers
- 417e régiment de pionniers
- 418e régiment de pionniers
- 421e régiment de pionniers
- 422e régiment de pionniers
- 423e régiment de pionniers
- 424e régiment de pionniers
- 425e régiment de pionniers
- 427e régiment de pionniers
- 428e régiment de pionniers
- 431e régiment de pionniers
- 432e régiment de pionniers
- 434e régiment de pionniers
- 436e régiment de pionniers
- 439e régiment de pionniers
- 441e régiment de pionniers
- 442e régiment de pionniers
- 443e régiment de pionniers
- 444e régiment de pionniers
- 445e régiment de pionniers
- 446e régiment de pionniers

- 460e régiment de pionniers
- 481e régiment de pionniers coloniaux
- 482e régiment de pionniers

- 601e régiment de pionniers
- 602e régiment de pionniers
- 603e régiment de pionniers
- 604e régiment de pionniers
- 605e régiment de pionniers
- 606e régiment de pionniers
- 607e régiment de pionniers
- 608e régiment de pionniers
- 609e régiment de pionniers
- 610e régiment de pionniers
- 611e régiment de pionniers
- 612e régiment de pionniers
- 613e régiment de pionniers
- 614e régiment de pionniers
- 615e régiment de pionniers
- 616e régiment de pionniers
- 617e régiment de pionniers
- 618e régiment de pionniers
- 620e régiment de pionniers
- 621e régiment de pionniers
- 622e régiment de pionniers
- 623e régiment de pionniers
- 624e régiment de pionniers

### TirailleursNord-Africains

#### Tirailleurs algériens
- 1er régiment de tirailleurs algériens
- 2e régiment de tirailleurs algériens
- 3e régiment de tirailleurs algériens
- 5e régiment de tirailleurs algériens
- 6e régiment de tirailleurs algériens (ex 3e régiment mixte de zouaves et de tirailleurs)
- 7e régiment de tirailleurs algériens
- 9e régiment de tirailleurs algériens
- 10e régiment de tirailleurs algériens
- 11e régiment de tirailleurs algériens
- 13e régiment de tirailleurs algériens (ex 2e régiment mixte de zouaves et de tirailleurs)
- 14e régiment de tirailleurs algériens
- 15e régiment de tirailleurs algériens
- 17e régiment de tirailleurs algériens
- 18e régiment de tirailleurs algériens
- 19e régiment de tirailleurs algériens
- 21e régiment de tirailleurs algériens
- 22e régiment de tirailleurs algériens
- 23e régiment de tirailleurs algériens
- 25e régiment de tirailleurs algériens
- 27e régiment de tirailleurs algériens
- 29e régiment de tirailleurs algériens
- 31e régiment de tirailleurs algériens
- 33e régiment de tirailleurs algériens
- 43e régiment de tirailleurs algériens (ex 1er régiment mixte de zouaves et de tirailleurs)
- 1er régiment mixte de zouaves et de tirailleurs  (2 bataillons de tirailleurs et 1 de zouave)
- 2e régiment mixte de zouaves et de tirailleurs (2 bataillons de tirailleurs et 1 de zouave)
- 3e régiment mixte de zouaves et de tirailleurs (2 bataillons de tirailleurs et 1 de zouave)
- 4e régiment mixte de zouaves et de tirailleurs (2 bataillons de tirailleurs et 1 de zouave)

#### Tirailleurs tunisiens
Les régiments de tirailleurs algériens avec numéros multiple de 4 deviennent tirailleurs tunisiens en 1921.
- 4e régiment de tirailleurs tunisiens
- 8e régiment de tirailleurs tunisiens
- 16e régiment de tirailleurs tunisiens (ex 4e régiment mixte de zouaves et de tirailleurs)
- 24e régiment de tirailleurs tunisiens
- 28e régiment de tirailleurs tunisiens

#### Tirailleurs marocains
- 1er régiment de tirailleurs marocains
- 2e régiment de tirailleurs marocains
- 3e régiment de tirailleurs marocains
- 4e régiment de tirailleurs marocains
- 5e régiment de tirailleurs marocains
- 6e régiment de tirailleurs marocains
- 7e régiment de tirailleurs marocains
- 8e régiment de tirailleurs marocains
- 9e régiment de tirailleurs marocains
- 10e régiment de tirailleurs marocains

- 61e régiment de tirailleurs marocains
- 62e régiment de tirailleurs marocains
- 63e régiment de tirailleurs marocains
- 64e régiment de tirailleurs marocains
- 65e régiment de tirailleurs marocains
- 66e régiment de tirailleurs marocains

- 1er régiment de marche de tirailleurs marocains
- 2e régiment de marche de tirailleurs marocains
- 3e régiment de marche de tirailleurs marocains
- 4e régiment de marche de tirailleurs marocains
- 5e régiment de marche de tirailleurs marocains

### Tirailleurs indochinois

#### Tirailleursannamites
- Régiment de tirailleurs annamites
- Bataillon de tirailleurs montagnards du Sud-Annam

#### Tirailleurscambodgiens
- Bataillon de tirailleurs cambodgiens
- régiment de tirailleurs cambodgiens

#### Tirailleurstonkinois
- 1er régiment de tirailleurs tonkinois
- 2e régiment de tirailleurs tonkinois
- 3e régiment de tirailleurs tonkinois

(ont tous fait partie des bataillons de marche des Forces françaises libres)

### Tirailleurs malgaches
- 1er régiment de tirailleurs malgaches à Tananarive en 1914
- 2e régiment de tirailleurs malgaches à Tamatave en 1914
- 3e régiment de tirailleurs malgaches à Diégo-Suarez en 1914

### Zouaves
- 1er régiment de zouaves
- 2e régiment de zouaves

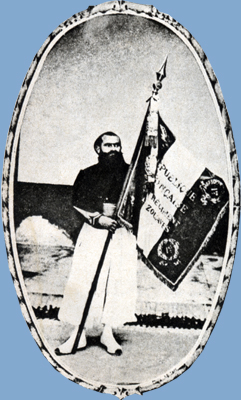
Drapeau du 1er zouaves en 1900

- 2e bis régiment de zouaves
- 3e régiment de zouaves
- 3e bis régiment de zouaves
- 4e régiment de zouaves
- 8e régiment de zouaves
- 9e régiment de zouaves
- 11e régiment de zouaves
- 12e régiment de zouaves
- 13e régiment de zouaves
- 14e régiment de zouaves
- 21e bataillon de zouaves
- 23e régiment de zouaves

### Infanterie légère d'Afrique
- 1er bataillon d'infanterie légère d'Afrique
- 2e bataillon d'infanterie légère d'Afrique
- 3e bataillon d'infanterie légère d'Afrique
- 4e bataillon d'infanterie légère d'Afrique
- 5e bataillon d'infanterie légère d'Afrique
- 24e bataillon d'infanterie légère d'Afrique

### Régimentsparachutistesmétropolitains puis TDM (sauf Légion étrangère)

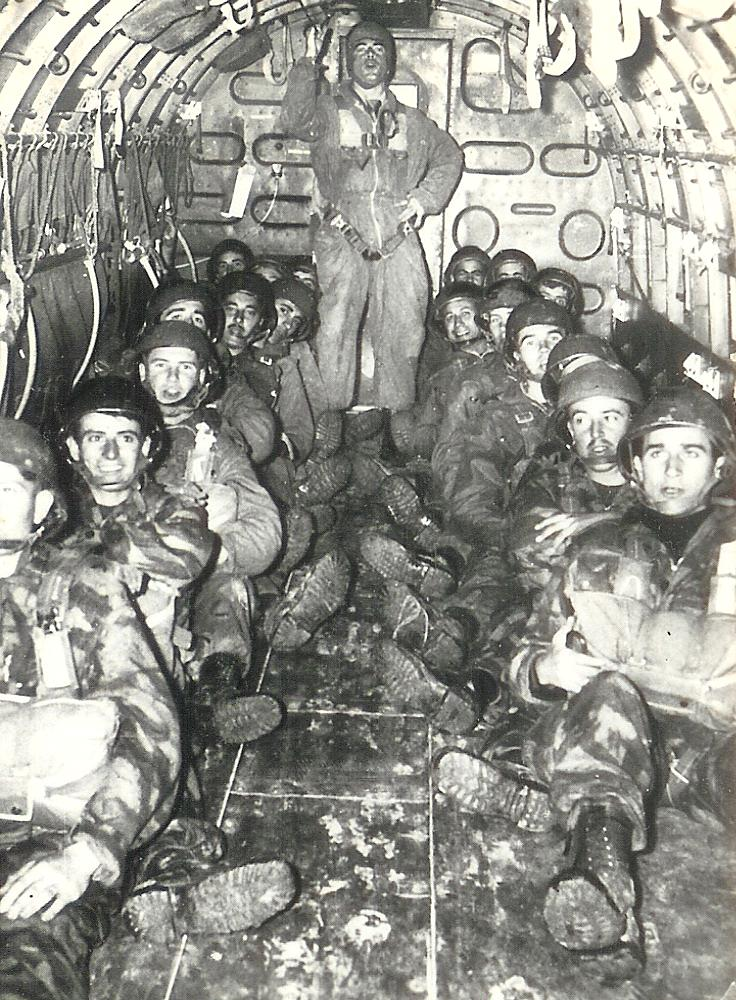
Parachutistes français à bord d'un Douglas C-47 Skytrain à la fin des années 1950.

- 1er régiment de hussards parachutistes
- 1er régiment de chasseurs parachutistes
- 9e régiment de chasseurs parachutistes
- 14e régiment de chasseurs parachutistes
- 18e régiment de chasseurs parachutistes
- 1er régiment de parachutistes d'infanterie de marine
- 2e régiment de parachutistes d'infanterie de marine
- 3e régiment de parachutistes d'infanterie de marine
- 6e régiment de parachutistes d'infanterie de marine
- 8e régiment de parachutistes d'infanterie de marine
- 35e régiment d'artillerie parachutiste
- 1er régiment de train parachutiste
- 7e régiment parachutiste de commandement et de soutien
- 14e régiment parachutiste de commandement et de soutien
- 1er bataillon de parachutistes vietnamiens
- 3e bataillon de parachutistes vietnamiens
- 5e bataillon de parachutistes vietnamiens
- 6e bataillon de parachutistes vietnamiens
- 7e bataillon de parachutistes vietnamiens
- 19e bataillon de parachutistes algériens
- 1er bataillon parachutiste de choc
- 2e bataillon parachutiste de choc
- 11e régiment parachutiste de choc
- 18e régiment d'infanterie parachutistes de choc

### Troupes de marine (saufparachutistes)
- 1er régiment d'infanterie de marine
- 2e régiment d'infanterie de marine
- 3e régiment d'infanterie de marine
- 9e régiment d'infanterie de marine
- 21e régiment d'infanterie de marine
- 22e régiment d'infanterie de marine
- 23e régiment d'infanterie de marine
- 24e régiment d'infanterie de marine
- 33e régiment d'Infanterie de marine
- 43e régiment d'infanterie de marine
- 61e régiment d'infanterie de marine
- 72e régiment d'infanterie de marine
- Régiment d'infanterie de marine du Pacifique - Nouvelle-Calédonie de Nouméa
- Régiment d'infanterie de marine du Pacifique - Polynésie de Papeete
- 23e bataillon d'infanterie de marine
- 41e bataillon d'infanterie de marine
- 43e bataillon d'infanterie de marine
- 5e régiment interarmes d'outre-mer
- 6e bataillon d'Infanterie de marine
- Régiment d'infanterie chars de marine
- Régiment de marche du Tchad

### Troupes coloniales (sauf troupes de marine, chasseurs et tirailleurs)
- 1er régiment d'infanterie coloniale
- 2e régiment d'infanterie coloniale
- 3e régiment d'infanterie coloniale
- 4e régiment d'infanterie coloniale
- 5e régiment d'infanterie coloniale
- 6e régiment d'infanterie coloniale
- 7e régiment d'infanterie coloniale
- 8e régiment d'infanterie coloniale
- 9e régiment d'infanterie coloniale
- 10e régiment d'infanterie coloniale
- 11e régiment d'infanterie coloniale
- 12e régiment d'infanterie coloniale
- 13e régiment d'infanterie coloniale
- 14e régiment d'infanterie coloniale
- 15e régiment d'infanterie coloniale
- 16e régiment d'infanterie coloniale
- 17e régiment d'infanterie coloniale
- 18e régiment d'infanterie coloniale
- 21e régiment d'infanterie coloniale
- 22e régiment d'infanterie coloniale
- 23e régiment d'infanterie coloniale
- 24e régiment d'infanterie coloniale
- 31e régiment d'infanterie coloniale
- 32e régiment d'infanterie coloniale
- 33e régiment d'infanterie coloniale
- 34e régiment d'infanterie coloniale
- 35e régiment d'infanterie coloniale
- 36e régiment d'infanterie coloniale
- 37e régiment d'infanterie coloniale
- 38e régiment d'infanterie coloniale
- 41e régiment d'infanterie coloniale
- 42e régiment d'infanterie coloniale
- 43e régiment d'infanterie coloniale
- 44e régiment d'infanterie coloniale
- 52e régiment d'infanterie coloniale
- 53e régiment d'infanterie coloniale
- 54e régiment d'infanterie coloniale
- 56e régiment d'infanterie coloniale
- 57e régiment d'infanterie coloniale
- 58e régiment d'infanterie coloniale
- 72e régiment d'infanterie coloniale
- Régiment d’infanterie coloniale du Maroc
- 57e régiment d'infanterie coloniale sénégalais
- 58e régiment d'infanterie coloniale sénégalais

## Les régiments d'infanterie les plus décorés[9]

### Les 4 drapeaux de régiments d'infanterie décorés à la fois de la médaille militaire et de la légion d'honneur
- Régiment d'infanterie coloniale du Maroc
- Régiment de marche de la Légion étrangère
- 2e régiment de tirailleurs algériens
- 3e régiment de zouaves

### Les 32 drapeaux de régiments d'infanterie décorés de la légion d'honneur
- Régiment d'infanterie coloniale du Maroc
- Régiment de marche de la Légion étrangère
- 1er régiment étranger d’infanterie
- 1er régiment d’infanterie coloniale
- 2e régiment d’infanterie coloniale
- 24e régiment d'infanterie coloniale
- 43e régiment d'infanterie coloniale
- 8e régiment d’infanterie
- 23e régiment d’infanterie
- 26e régiment d’infanterie
- 51e régiment d'infanterie
- 57e régiment d’infanterie
- 76e régiment d’infanterie
- 99e régiment d’infanterie
- 137e régiment d’infanterie
- 152e régiment d’infanterie
- 153e régiment d’infanterie
- 298e régiment d'infanterie
- 1er régiment de tirailleurs algériens
- 2e régiment de tirailleurs algériens
- 3e régiment de tirailleurs algériens
- 4e régiment de tirailleurs tunisiens
- 7e régiment de tirailleurs algériens
- 4e régiment mixte de zouaves et de tirailleurs (16e régiment de tirailleurs tunisiens)
- 1er régiment de tirailleurs marocains
- Goum Marocains
- 1er régiment de tirailleurs sénégalais
- 2e régiment de zouaves
- 3e régiment de zouaves
- 4e régiment de zouaves
- 8e régiment de zouaves
- 9e régiment de zouaves

### Les 5 régiments d'infanterie les plus cités au cours des deux guerres mondiales
- Régiment d’infanterie coloniale du Maroc : 12 (10 citations en 1914-1918 et 2 citations en 1939-1945)
- Régiment de marche de la Légion étrangère : 12 (9 citations en 1914-1918 et 3 citations en 1939-1945)
- 4e régiment de tirailleurs tunisiens : 10 (6 citations en 1914-1918 et 4 citations en 1939-1945)
- 7e régiment de tirailleurs algériens : 9 (6 citations en 1914-1918 et 3 citations en 1939-1945)
- 4e régiment de zouaves : 9 (7 citations en 1914-1918 et 2 citations en 1939-1945)

### Première Guerre mondiale
Liste des 16 régiments d'infanterie décorés de la fourragère rouge à la couleur de la légion d'honneur (6-8 citations à l'ordre de l'Armée) et de la double fourragère (9-11 citations à l'ordre de l'Armée) :
- 10 citations (double fourragère) : régiment d'infanterie coloniale du Maroc
- 9 citations (double fourragère) : régiment de marche de la Légion étrangère
- 7 citations (fourragère rouge) :
  - 152e régiment d'infanterie
  - 4e régiment de zouaves
  - 8e régiment de zouaves
- 6 citations (fourragère rouge) :
  - 3e bataillon de marche d'infanterie légère d'Afrique.
  - 9e régiment de zouaves
  - 3e régiment de zouaves
  - 2e régiment de tirailleurs algériens
  - 4e régiment de tirailleurs tunisiens
  - 7e régiment de tirailleurs algériens
  - 4e régiment mixte de zouaves et de tirailleurs (16e régiment de tirailleurs tunisiens)
  - 8e régiment d’infanterie
  - 23e régiment d’infanterie
  - 26e régiment d’infanterie
  - 153e régiment d’infanterie
  - 43e régiment d'infanterie coloniale

### Seconde Guerre mondiale
Liste des 29 régiments d'infanterie décorés de la fourragère (au moins 2 citations à l'ordre de l'Armée) :
- 2e régiment de chasseurs parachutistes : 6 citations
- 3e régiment de tirailleurs algériens : 4 citations
- 4e régiment de tirailleurs tunisiens : 4 citations
- 2e groupement de tabors marocains  : 4 citations
- Régiment de marche du Tchad : 4 citations
- 13e demi-brigade de Légion étrangère  : 4 citations
- 7e régiment de tirailleurs algériens : 3 citations
- 4e régiment de tirailleurs marocains : 3 citations
- 5e régiment de tirailleurs marocains : 3 citations
- 8e régiment de tirailleurs marocains : 3 citations
- 1er groupement de tabors marocains  : 3 citations
- 3e groupement de tabors marocains : 3 citations
- 4e groupement de tabors marocains  : 3 citations
- 1er régiment de tirailleurs marocains : 2 citations
- 2e régiment de tirailleurs marocains : 2 citations
- 6e régiment de tirailleurs marocains : 2 citations
- 7e régiment de tirailleurs marocains : 2 citations
- 1er régiment de chasseurs parachutistes : 2 citations
- 3e régiment de chasseurs parachutistes : 2 citations
- 4e régiment de zouaves :  2 citations
- 2e régiment d’infanterie coloniale : 2 citations
- 6e régiment d’infanterie coloniale : 2 citations
- 21e régiment d’infanterie coloniale : 2 citations
- 23e régiment d’infanterie coloniale : 2 citations
- 43e régiment d’infanterie coloniale : 2 citations
- 1er régiment d’infanterie de ligne : 2 citations
- Régiment de marche de la Légion étrangère : 2 citations
- Régiment d'infanterie coloniale du Maroc : 2 citations
- Régiment de tirailleurs sénégalais du Tchad  : 2 citations